# Spor Toto SK
Le Spor Toto Spor Kulübü, précédemment Maliye (Milli) Piyango Spor Kulübü, est un club omnisports turc basé à Ankara. Il est notamment connu pour ses sections de handball féminin et masculin. Il possède également des sections de basket-ball, de taekwondo et de volley-ball masculin.

## Palmarès
Handball féminin
- Champion de Turquie (4) : 2007, 2008, 2009 et 2010

Handball masculin
- Champion de Turquie (2) : 2006, 2021
- Coupe de Turquie (1) : 2007
- Supercoupe de Turquie (2) : 2011, 2021